# Katedra Historii Prawa Polskiego Uniwersytetu Jagiellońskiego
Katedra Historii Prawa Polskiego Uniwersytetu Jagiellońskiego – jednostka organizacyjna Wydziału Prawa i Administracji Uniwersytetu Jagiellońskiego.
Katedra mieści się przy ul. Gołębiej 24 w Krakowie w Collegium Kołłątaja. Jest najstarszą ciągle działająca jednostką naukową zajmującą się historią prawa polskiego i drugą taką – po lwowskiej, a przy tym jedną z najstarszych jednostek organizacyjnych Uniwersytetu Jagiellońskiego. W ramach Katedry działa Pracownia Wydawnictw Źródłowych Uniwersytetu Jagiellońskiego.

## Dwudziestolecie międzywojenne
W okresie międzywojennym istniały dwie katedry o podobnym profilu naukowym: katedra dawnego prawa polskiego oraz katedra historii ustroju i prawa polskiego. Z uwagi na trudności finansowe w 1937 r. pojawił się projekt likwidacji drugiej katedry. Przeciwko niemu opowiedzieli się profesorowie: Stanisław Wróblewski, Michał Rostworowski, Fryderyk Zoll, Adam Krzyżanowski, Jerzy Lande, Adam Heydel, Jan Gwiazdomorski, Adam Vetulani, Maciej Starzewski i Ferdynard Zweig.

## Kierownicy Katedry
- Antoni Zygmunt Helcel (1848–1870)[2]

- Michał Bobrzyński (1873–1890)[3]

- Franciszek Piekosiński (1891–1906)[4]

- Stanisław Kutrzeba (1906–1946)[5] – katedra dawnego prawa polskiego

- Bolesław Ulanowski – katedra historii ustroju i prawa polskiego

- Abdon Kłodziński (1925–1937) – katedra historii ustroju i prawa polskiego

- Józef Siemieński (1939) – katedra historii ustroju i prawa polskiego

- Adam Vetulani (1946–1970)[6]

- Stanisław Grodziski (1970–1978)[7]

- Stanisław Płaza (1981–1998)[8]

- Wacław Uruszczak (1998–2017)[9]

- Izabela Lewandowska-Malec (od 2017) – pełniąca obowiązki kierownika Katedry.

## Pracownicy Katedry
W Katedrze Historii Prawa Polskiego pracowało wielu najwybitniejszych historyków prawa, m.in. Stanisław Estreicher, Włodzimierz Wolfarth, Stanisław Roman, Wojciech Maria Bartel.